# Ceramius schulthessi
Ceramius schulthessi är en stekelart som beskrevs av Brauns 1902. Ceramius schulthessi ingår i släktet Ceramius och familjen Masaridae. Inga underarter finns listade.